# Геймдизайн
Игровой дизайн (также геймдизайн, англ. game design) — процесс создания формы и содержания игрового процесса (геймплея) разрабатываемой игры. Работа с геймдизайном может происходить как через соответствующий документ (англ. design document), так и существовать только в сознании разработчиков игры.
Игровой дизайн определяет: набор возможных вариантов, из которых игрок может выбирать во время игры; условия победы и поражения; как игрок контролирует происходящее в игре; как взаимодействует с игровым миром; сложность игры и др.

## Типы дизайна
Существует много специализаций геймдизайнеров, например:
- Системный дизайн — создание правил и сопутствующих расчетов для игры. Это — единственная задача из области геймдизайна, актуальная для любой игры, потому что правила есть у всех игр.
- Контент-дизайн — создание персонажей, предметов, загадок и миссий. Хотя он и более распространен в видеоиграх, ролевые и коллекционные карточные игры также задействуют значительное количество контента.
- Дизайн уровней — создание уровней игры, включающей ландшафт карты и расположение на этой карте объектов. Хотя дизайн уровней и является широко распространенным — мастера в настольных ролевых играх составляют карты подземелий начиная с 1970-х годов — говоря «дизайнер уровней», чаще всего имеют в виду дизайнера уровней для видеоигры.
- Дизайн мира (в MMO и открытых мирах) — продумывание пространств, локаций, как они диктуют пользовательский опыт и увязываются с общей задумкой игры.
- Дизайн экономики — создание сбалансированной экономической среды.

## Стадии процесса

### Дизайн-документ
Основной задачей геймдизайна является разработка дизайн-документа (на жаргоне разработчиков «диздок»). В этом документе простым языком (художественный стиль — распространённая ошибка!) описываются правила и особенности игры. Таким образом, ещё до того, как первая единица наполнения войдёт в игру, геймдизайнер вырабатывает целостное видение игры.
На начальных стадиях развития проекта на основе дизайн-документа принимается решение о финансировании. Во время активной разработки все технические спецификации базируются на видении геймдизайнера. Дизайн-документ не статичен: он корректируется в зависимости от текущего состояния дел, требований продюсера и предложений остальных разработчиков.
Сам геймдизайнер также принимает участие в тестировании.